# Semenyih
Semenyih è una cittadina situata nello stato di Selangor, in Malaysia, distante circa 8km dalla città di Kajang lungo la strada Kajang-Seremban. Il significato del nome della cittadina non è certo, tuttavia sembra derivare da una parola che significa "nascosto" nel dialetto Negeri Sembilan.

## Geografia fisica
La città condivide il nome con il fiume Semenyih, il principale corso d'acqua dell'area che fornisce un'importante risorsa idrica a Kuala Lumpur e ad altre parti della Valle di Klang, la conurbazione della capitale.
L'area che circonda Semenyih è collinare, ed il picco più alto è costituito dal Bukit Arang (560m, 1838 piedi), casa di diverse cascate sceniche.
Tra le attrazioni turistiche della cittadina, popolare è la Ostrich Wonderland Show Farm, raggiungibile oggi grazie alle nuove autostrade costruite per raggiungere i luoghi più isolati. Nel caso di Semenyih, essa è attraversata dall'Autostrada Kajang-Seremban e dall'Autostrada Kajang SILK.

È solo in tempi recenti che la cittadina si sta evolvendo a città vera e propria, situazione testimoniata dall'aumento di popolazione annuale del 12,9% circa, in rapporto al 2,66% nazionale. Dal numero di 15.100 abitanti registrati nel 1991, la popolazione è aumentata al 2000 a 45.000, grazie anche a nuove strutture quali le sopraccitate autostrade ed al miglioramento dell'istruzione superiore. È stata fondata a Semenyih, infatti, il campus malese della Università di Nottingham.

## Controversie
Negli anni immediatamente precedenti il 2005, il governo federale propose di costruire un inceneritore del valore di 1.5 miliardi di ringgit tra Semenyih e la vicina cittadina di Broga. All'inizio del 2005, tuttavia, fu emanata un'ingiunzione temporanea in risposta ad una causa intentata dai residenti delle due cittadine. Da allora, il progetto è stato bloccato.